# Lenguas bati-angba
Las lenguas bati-angba o bwa son una división de las lenguas bantúes que comprende la mitad del grupo cofidificado como zona C.40 en la clasificación de Guthrie. De acuerdo con Nurse y Philippson (2003), estas lenguas constituyen un grupo filogenético válido. Las lenguas del grupo son:
Bwa (Yewu, Benge–Baati) – Pagibete, Kango, Bango (Babango), Ngelima (Angba)
Además, Nurse y Philippson informan que las lenguas bati-angba serían parte de las lenguas komo-bira, la propuesta se denomina también lenguas boanas.